# Ростуша
Ростуша или Ростуше (мкд. Ростуша или Ростуше) је насељено место у Северној Македонији, у западном делу државе. Ростуша је седиште општине Маврово и Ростуша, али не и највеће насеље ове општине.
Поред Ростуше налази се познати манастир у Северној Македонији, Манастир Светог Јована Бигорског.

## Географија
Насеље Ростуша је смештено у западном делу Северне Македоније. Од најближег већег града, Дебра, насеље је удаљено 18 km североисточно.
Ростуша се налази у доњем делу историјске области Река. Насеље је положено на источним падинама планине Дешат, док се источно тло стрмо спушта у уску долину реке Радике. Надморска висина насеља је приближно 800 метара. У близини села се налази прелепи Дуфски водопад.
Клима у насељу је планинска.

## Историја
Скендербегов отац Иван I Кастриот је даровао манастиру Хиландару ово и село Требиште..

## Становништво
По попису становништва из 2002. године Ростуша је имала 872 становника.
Најважније заједнице у насељу су етнички Македонци (46%) и Турци (49%). Једина приметна мањина су Албанци (5%). Заправо, већинско становништво је торбешко.
Већинска вероисповест у насељу је ислам (83%), а мањинска православље (16%). 